# Mélyégobjektum

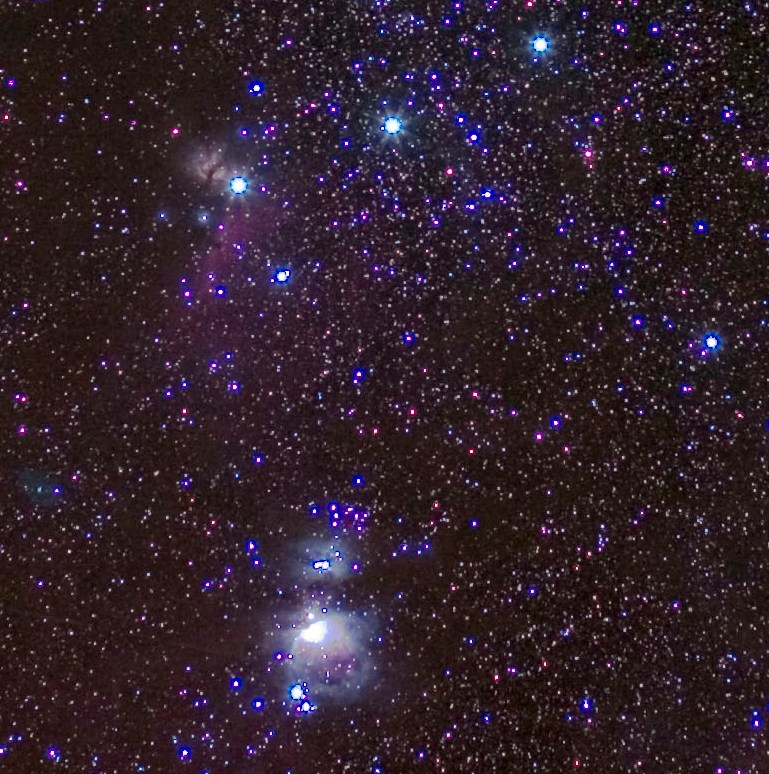
Az Orion csillagképben található számos ködöt általában mélyégobjektumnak nevezik

A mélyégobjektum kifejezést az amatőrcsillagászok használják a Naprendszeren kívüli, csillagnak nem minősülő égitestek összefoglaló neveként. A mélyég szó magyarra fordítását és elterjesztését nyelvünkön Szentmártoni Béla amatőrcsillagásznak köszönhetjük.
Mélyégobjektumnak számítanak tehát az alábbi égitestek:
- Galaxisok
- Csillagködök (diffúzködök: világító ködök, reflexiós ködök, sötét ködök)
- Planetáris ködök
- Gömbhalmazok
- Nyílthalmazok
- Kvazárok

Tudományos szempontból a mélyégobjektumok ilyen meghatározása meglehetősen pontatlan, mert egy kategóriába sorolja a galaxisokat és a galaxisokban előforduló kisebb struktúrákat (például nyílthalmazokat) is.

## Mélyégobjektum-katalógusok
A mélyégobjektumokról több katalógus is készült. Ezeket eleinte kutatók hozták létre, hogy feljegyezzék a munkájuk során talált, csillagnak nem minősülő égitestet. Az első és leghíresebb katalógust Charles Messier francia csillagász készítette, aki üstököskereséssel foglalkozott és ebbe a katalógusba gyűjtötte össze az először üstökösnek vélt, de mérhető elmozdulást mégsem produkáló égitesteket.
Eleinte a tudósok még nem tudták, hogy a halvány, spirális ködként látszó ködök valójában a Tejútrendszerünkhöz hasonló galaxisok, ezért ezeket is a többi mélyégobjektum közé sorolták. Később, miután ezt felismerték, külön katalógusokat készítettek számukra.

## A legismertebb mélyégkatalógusok
- Messier-katalógus: 110, könnyen megfigyelhető objektumot tartalmaz.
- Caldwell-katalógus: elsősorban amatőrcsillagászok számára készült, a Messier-katalógusban nem szereplő újabb 109 objektummal.
- NGC-katalógus: több mint 8000 mélyégobjektumot tartalmaz.
- IC-katalógus: az NGC kiegészítéseként jött létre, több ezer objektumot tartalmaz.

Az amatőrcsillagászok is készítenek mélyégkatalógusokat. Ezeket nem tudományos céllal készítik, hanem a népszerű, amatőrtávcsövekkel is megfigyelhető, látványos égitesteket gyűjtik össze. Az egyik ilyen katalógus a Herschel 400 katalógus.